# Ніна Федорофф
Ніна Всеволодівна Федорофф (англ. Nina Fedoroff; нар. 9 квітня 1942, Клівленд, США) — відома американська учена — біолог російського походження, фізіолог рослин, генетик, молекулярний біолог, біотехнолог. Професор Університету штату Пенсільванія, член НАН США. Нагороджена Національною науковою медаллю (2006). Обіймала посаду радника з наукових питань державного секретаря США.

## Біографія

### Походження
Народилася в Клівленді, штат Огайо. Мати — Ольга Снєгірьова, перекладачка. Батько — Всеволод Федоров, інженер. Її предки опинилися в США після Жовтневої революції: дід по материнській лінії працював у російській місії в США і не став повертатися на батьківщину, а дід по батьковій був російським консулом в Японії. Всеволод Федоров після революції перетнув Сибір і за сприяння свого батька був відправлений до Америки, де згодом і здобув освіту. Решта родичів прибули до США пізніше.
Ніна Федорофф росла, за її словами, у російській інтелігентній родині та за бажанням батьків в дитинстві вивчила російську мову.

### Освіта та кар'єра
У 1966 році закінчила Сіракузький університет зі спеціальності «біологія і хімія», отримавши диплом з відзнакою.
У 1972 році здобула докторський ступінь в галузі молекулярної біології в Університеті Рокфеллера.
Після завершення навчання в Університеті Рокфеллера, Ніна Федорофф працювала в Каліфорнійському університеті в Лос-Анжелесі, а потім — з 1978 року — в Науково-дослідному інституті Карнегі в Балтиморі. Також 1978 року Федорофф брала участь у роботі біологічного факультету Університету Джона Гопкінса.
У 1995 році Федорофф обіймає посаду професора природничих наук у державному Університеті Пенсільванії, а також бере участь у створенні Інституту природничих наук Хака (Huck Institutes of the Life Sciences).
У 2013 році Федорофф стає запрошеним професором Науково-технологічного університету імені короля Абдалли (Саудівська Аравія) і співробітником Інституту Санта-Фе.

## Наукова діяльність
Основні наукові інтереси Ніни Федорофф:
- відповідь рослин на стрес,
- гормональна регуляція,
- мобільні генетичні елементи,
- епігенетичні механізми,
- дослідження ядерної РНК.

### Список праць
Книги:
1992 — The dynamic genome: Barbara McClintock's ideas in the Century of Genetics .
1996 — Two women geneticists.
2004 — Mendel in the Kitchen: A Scientist's View of Genetically Modified Foods.
2013 — Plant Transposons and Genome Dynamics in Evolution.
Есе:
2014 — Battle lines: will agriculture be a victim of its own success ? .

### Нагороди
- 1989—1999 — NIH Merit Award, 10-річний дослідницький грант.
- 1990 — премія Хауерда Тейлора Рікетса Чиказького університету.
- 1992 — нагорода «Сучасна жінка-науковець».
- 1997 — медаль імені Джона Макговерна.
- 2003 — медаль «Піонер-дослідник» Сіракузького університету.
- 2006 — Національна наукова медаль.
- 2013 рік — Медаль Невади.

## Суспільна діяльність
Ніна Федорофф у різні роки обіймала різні посади в Національній академії наук США, Раді директорів Генетичного суспільства Америки, Американської асоціації розвитку науки, Опікунської ради BIOSIS і Національної наукової ради, яка курує Національний науковий фонд, Європейської академії наук і Американської академії мікробіології. В цей час[коли?] є членом Наукового керівного комітету Інституту Санта-Фе і Ради директорів Sigma-Aldrich Chemical Company. Також входила до складу ради Міжнародного наукового фонду і Міжнародної науково-консультативної ради Інституту молекулярної біології ім. В. А. Енгельгардта (Москва).
З 2007 по 2010 рік Федорова працювала радником із науки й технологій при державному секретарі США, спочатку під керівництвом держсекретаря Кондолізи Райс, а пізніше — держсекретаря Гілларі Клінтон.
Підписала маніфест вчених «Попередження людству».

## Особисте життя
Виховала трьох дітей, як матір-одиначка. Має семеро онуків (2015).